# Сен-Пьер (Нижний Рейн)
Сен-Пьер (фр. Saint-Pierre) — коммуна на северо-востоке Франции в регионе Гранд-Эст (бывший Эльзас — Шампань — Арденны — Лотарингия), департамент Нижний Рейн, округ Селеста-Эрстен, кантон Оберне. До марта 2015 года коммуна административно входила в состав упразднённого кантона Барр (округ Селеста-Эрстен).
Площадь коммуны — 3,21 км², население — 598 человек (2006) с тенденцией к стабилизации: 593 человека (2013), плотность населения — 184,7 чел/км².

## Население
Население коммуны в 2011 году составляло 580 человек, в 2012 году — 567 человек, а в 2013-м — 593 человека.
| 1962 | 1968 | 1975 | 1982 | 1990 | 1999 | 2006 | 2008 | 2011 | 2012 | 2013 |
| ---- | ---- | ---- | ---- | ---- | ---- | ---- | ---- | ---- | ---- | ---- |
| 283  | 326  | 363  | 368  | 460  | 532  | 598  | 592  | 580  | 567  | 593  |

Динамика населения:

## Экономика
В 2010 году из 370 человек трудоспособного возраста (от 15 до 64 лет) 295 были экономически активными, 75 — неактивными (показатель активности 79,7 %, в 1999 году — 75,5 %). Из 295 активных трудоспособных жителей работали 267 человек (142 мужчины и 125 женщин), 28 числились безработными (11 мужчин и 17 женщин). Среди 75 трудоспособных неактивных граждан 36 были учениками либо студентами, 19 — пенсионерами, а ещё 20 — были неактивны в силу других причин.

## Достопримечательности (фотогалерея)

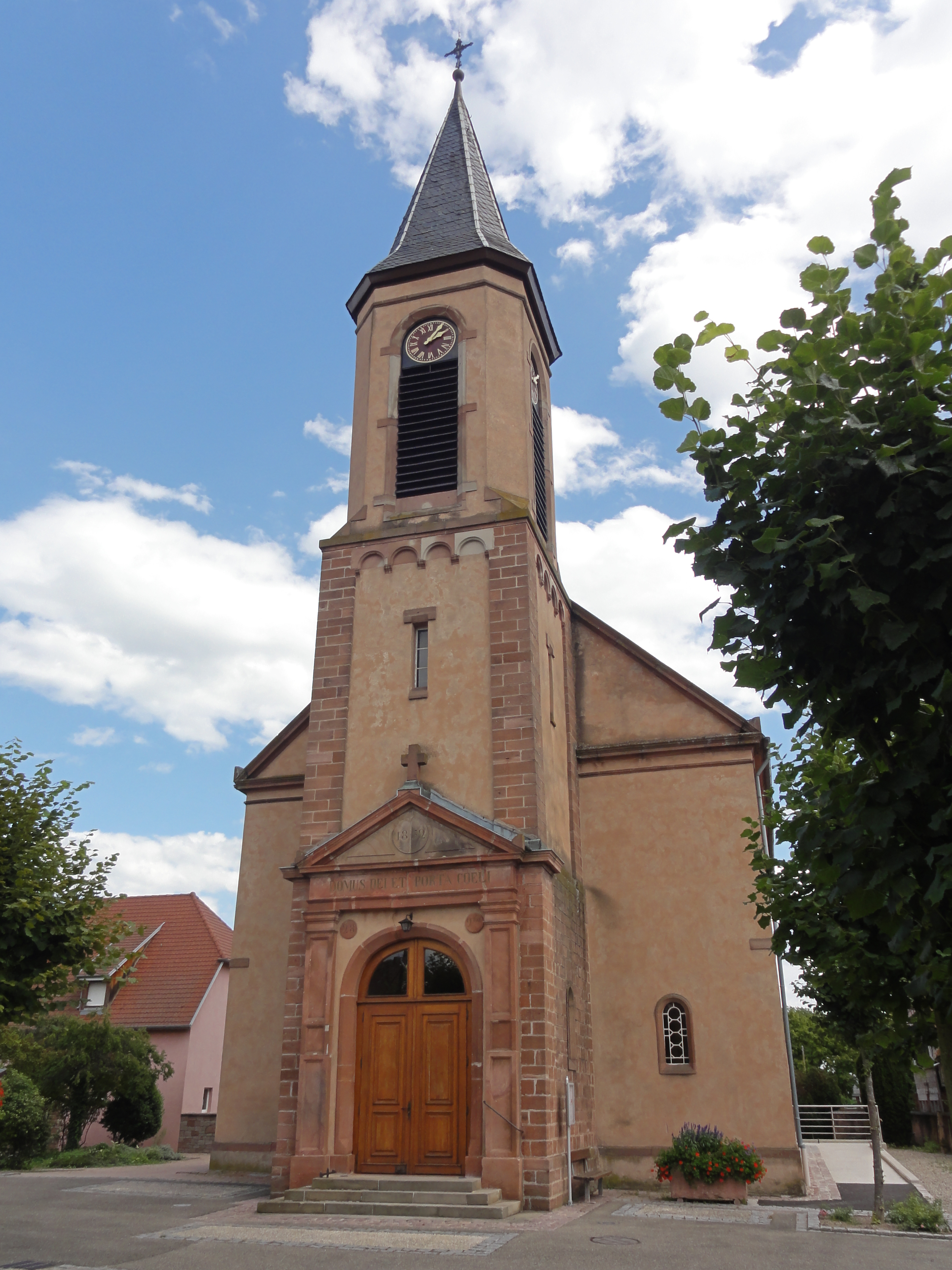
Церковь Сент-Арбогаст
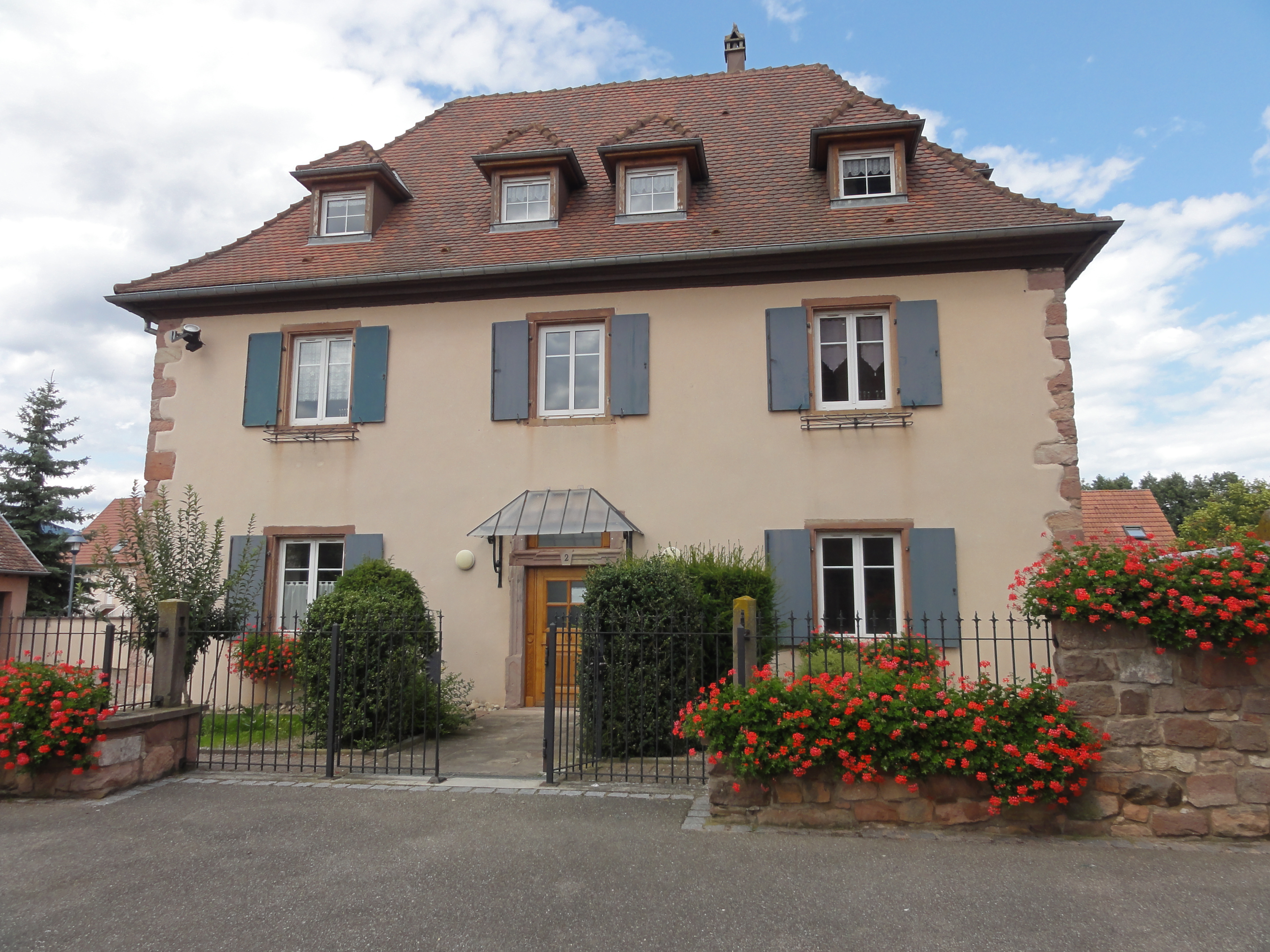
Дом приходского священника
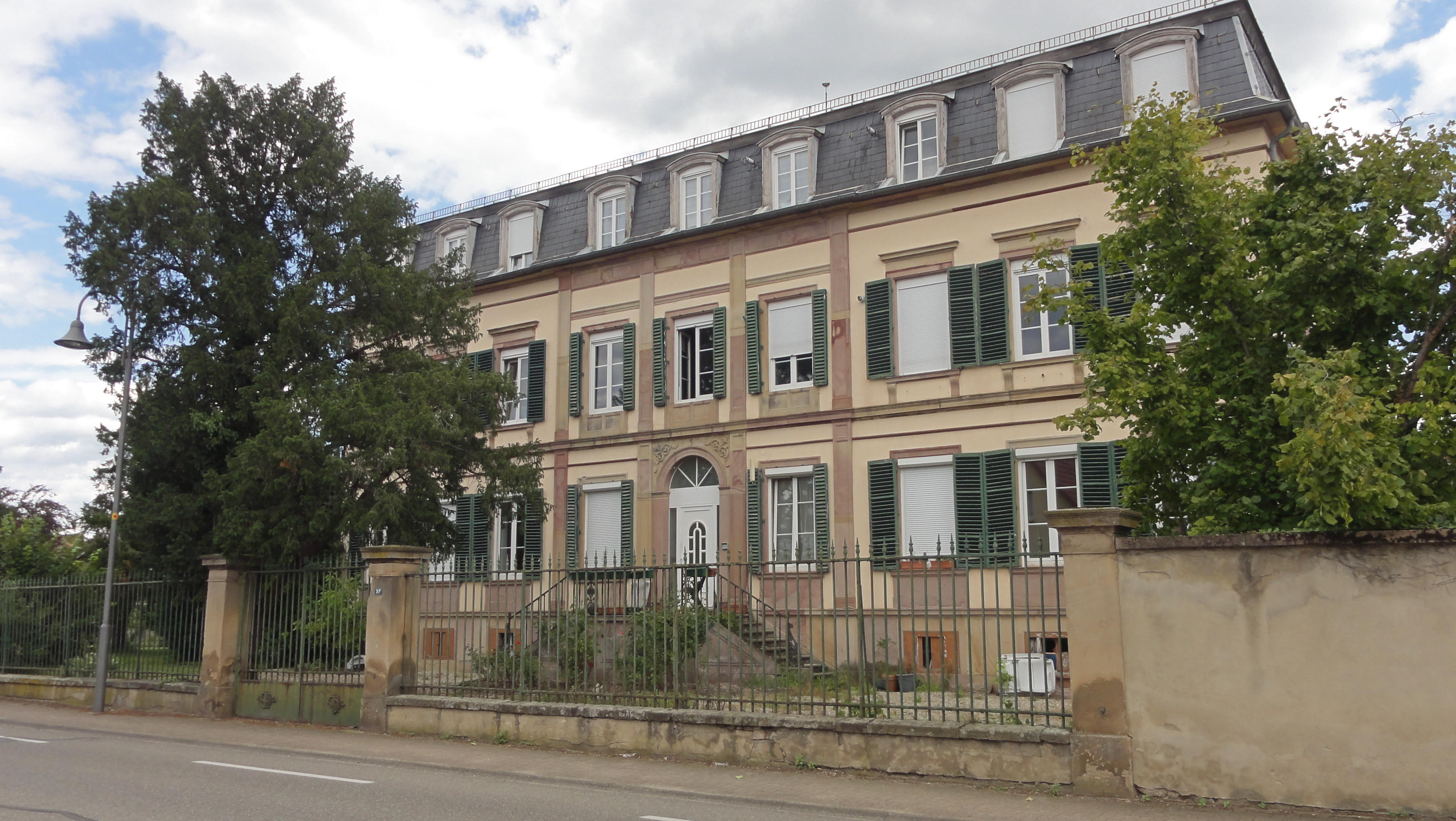
Дом-Розарий
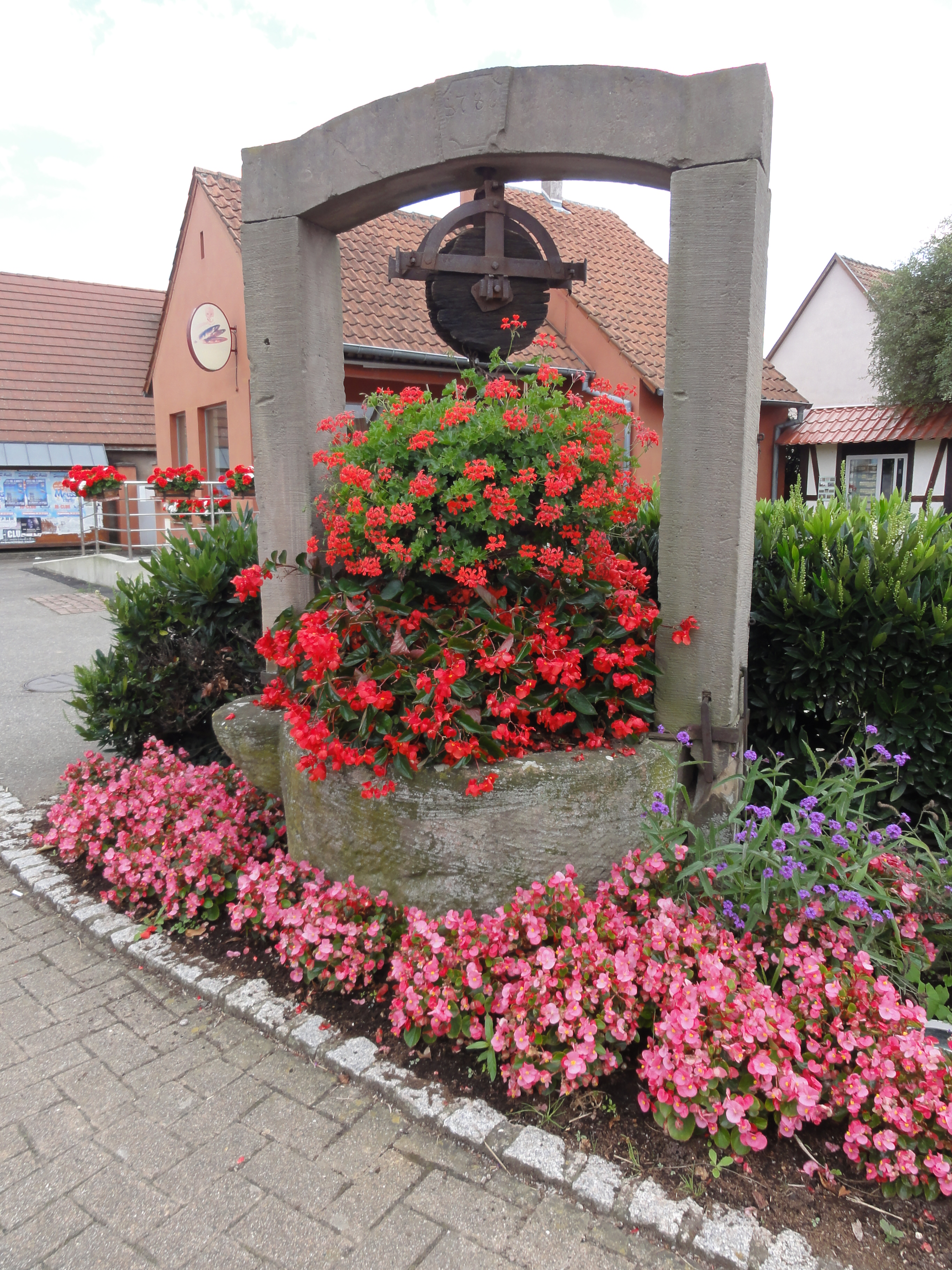
Колодец